# Có em chờ
"Có em chờ" là tên đĩa đơn của nữ ca sĩ MIN, được phát hành vào ngày 27 tháng 4 năm 2017. Đĩa đơn gồm 2 phiên bản của ca khúc gồm bản gốc được MIN song ca cùng Mr.A và bản EDM remix bởi Nimbia. Ngoài ra còn một bản phối theo phong cách giao hưởng được phối lại bởi Maius Philharmonic và Min lần đầu thể hiện bản này ở Phố đi bộ Hồ Gươm trong một cầu hôn bất ngờ được dàn xếp trước đó để giúp một chàng trai sắp cầu hôn bạn gái.
Đĩa đơn "Có em chờ" ra mắt đã gặt hái được các giải thưởng khác nhau trong nước và quốc tế. Ca khúc không chỉ giúp MIN thành công trong sự nghiệp hoạt động nghệ thuật năm 2017 sau khi rời khỏi St.319 Entertainment mà còn giúp những người thực hiện - Nguyễn Minh Đạt đoạt giải thưởng Kỹ sư âm thanh xuất sắc của năm tại Mnet Asian Music Awards 2017.

## Sáng tác
Có em chờ là một sáng tác của nhạc sĩ Kai Đinh và do Khắc Hưng đảm nhận phần hòa âm.
Ca khúc mang giai điệu nửa ballad nửa R&B và có chút ảnh hưởng của Teen pop miêu tả câu chuyện tình yêu bình dị của một cặp vợ chồng trẻ. Với họ, việc được ở cùng nhau và làm những công việc quen thuộc, đơn giản trong cuộc sống hàng ngày đã là điều ngọt ngào và hạnh phúc nhất.
Về ý tưởng viết nên bài hát, Kai Đinh chia sẻ:
| “ | Tôi viết khi đang trên đường lên Đà Lạt. Khi nhìn những ánh sáng lấp lánh phản chiếu qua cửa kính xe, tôi bỗng nghĩ đến những bữa tối giản dị mà ấm áp của cặp đôi yêu nhau. Một tình cảm đơn giản mà bền vững, một tấm chắn bảo vệ tâm hồn chúng ta giữa thế giới này. Đó là lúc những câu hát đầu tiên vang lên trong đầu. | ” |

## Phát hành và đón nhận
Ngày 10 tháng 4 năm 2017, MIN công bố teaser 1 phút 24 giây của ca khúc trên MIN OFFICIAL của YouTube. Ngay sau khi được công bố, những hình ảnh đầu tiên của dự án âm nhạc này ngay lập tức đã tạo nên một cơn sốt chờ đợi trên cộng đồng mạng, câu hát: "Người đàn ông em yêu đôi khi có những phút giây yếu đuối không ngờ. Ngoài kia nếu có khó khăn quá, về nhà anh nhé có em chờ!" của ca khúc Có em chờ được khán giả chia sẻ nhiệt tình.
Ê-kíp sản xuất đã có tới gần 100 bản thu khác nhau, sửa đi sửa lại rất nhiều lần trước khi có được bản cuối cùng vào ngày 21 tháng 4 năm 2017.
Ngày 27 tháng 4 năm 2017, ca khúc được phát hành trên các trang nghe nhạc trực tuyến. Ca khúc đã tạo nên thành công không chỉ cho MIN và cả ê-kíp thực hiện, nhiều câu hát cũng trở thành xu hướng trên mạng xã hội.

### Video âm nhạc
Vì đã dồn tiền để quay video âm nhạc Gọi tên em trước đó, MIN phải đi xin tài trợ, gửi hồ sơ đi nhiều nơi để quay video âm nhạc nhưng đều nhận được câu trả lời không như mong muốn. Lúc mọi thứ đang bế tắc và đi vào ngõ cụt, MIN đã có một quyết định mạo hiểm là đăng teaser 1 phút của Có em chờ lên. Khi bản teaser chỉ sau một ngày đã có mấy triệu lượt xem. Ngay sau đó, MIN đã xin được đủ tiền tài trợ. Kinh phí thực hiện vào khoảng 500 đến 600 triệu đồng.
Ngày 10 tháng 5 năm 2017, video âm nhạc Có em chờ của MIN cùng ê-kíp Red Team chính thức được phát hành trên YouTube. Các cảnh quay được quay tại resort JW Marriott Phu Quoc Emerald Bay tại Phú Quốc suốt 4 ngày dưới sự chỉ đạo của đạo diễn Hoàng Thành Đồng. Câu chuyện trong video âm nhạc là những khoảnh khắc dễ thương của cặp đôi mới cưới đang hạnh phúc trong tình yêu. Tính đến thời điểm tháng 4 năm 2018, MV Có em chờ đạt được hơn 50 triệu lượt xem trên YouTube.

## Giải thưởng
| Năm  | Giải thưởng                  | Hạng mục                                                    | Kết quả   | Chú thích                                                                     |
| ---- | ---------------------------- | ----------------------------------------------------------- | --------- | ----------------------------------------------------------------------------- |
| 2017 | Zing Music Awards 2017       | Bài hát của năm                                             | Đoạt giải | [ 5 ]                                                                         |
| 2017 | Keeng_Young_Awards           | Ca khúc phối hợp                                            | Đoạt giải |                                                                               |
| 2017 | Mnet Asian Music Awards 2017 | Kỹ sư âm thanh xuất sắc của năm (Best Engineer of the Year) | Đoạt giải | Nguyễn Minh Đạt (Kỹ sư âm thanh/Quản lý của AD Studio) với sản phẩm Có em chờ |

## Phiên bản khác
Tháng 8 năm 2017, MIN phát hành bản giao hưởng cho ca khúc. Khác giai điệu trẻ trung của bài hát gốc, phiên bản này tạo cảm giác bay bổng, thư thái cho người nghe. Có em chờ phiên bản giao hưởng do nhạc sĩ Lưu Quang Minh chuyển soạn, kết hợp cùng 20 nhạc công của dàn nhạc giao hưởng Maius Philharmonic.

## Danh sách bài hát
Tất cả nhạc phẩm được soạn bởi Kai Đinh.
| Phiên bản phổ thông | Phiên bản phổ thông                     | Phiên bản phổ thông | Phiên bản phổ thông |
| STT                 | Nhan đề                                 | Sản xuất            | Thời lượng          |
| ------------------- | --------------------------------------- | ------------------- | ------------------- |
| 1.                  | "Có em chờ" (hát cùng Mr.A)             | Khắc Hưng           | 3:54                |
| 2.                  | "Có em chờ (EDM Remix)" (hát cùng Mr.A) | Nimbia              | 4:54                |
| Tổng thời lượng:    | Tổng thời lượng:                        | Tổng thời lượng:    | 8:48                |

| Phiên bản giao hưởng | Phiên bản giao hưởng   | Phiên bản giao hưởng | Phiên bản giao hưởng |
| STT                  | Nhan đề                | Sản xuất             | Thời lượng           |
| -------------------- | ---------------------- | -------------------- | -------------------- |
| 1.                   | "Có em chờ" (hát cùng) | Maius Philharmonic   | 3:39                 |
| Tổng thời lượng:     | Tổng thời lượng:       | Tổng thời lượng:     | 3:39                 |